# میکا لاینینن
میکا لاینینن (انگلیسی: Mika Laitinen؛ زادهٔ ۵ آوریل ۱۹۷۳) اسکی‌باز پرش اهل فنلاند بود.